# 서퍽코스틀

서퍽코스틀의 위치

서퍽코스틀(영어: Suffolk Coastal)은 잉글랜드 서퍽주에 위치한 비도시 자치구로 중심 도시는 우드브리지이며 인구는 124,776명(2014년 기준), 면적은 891.5km2이다.